# 滚石河

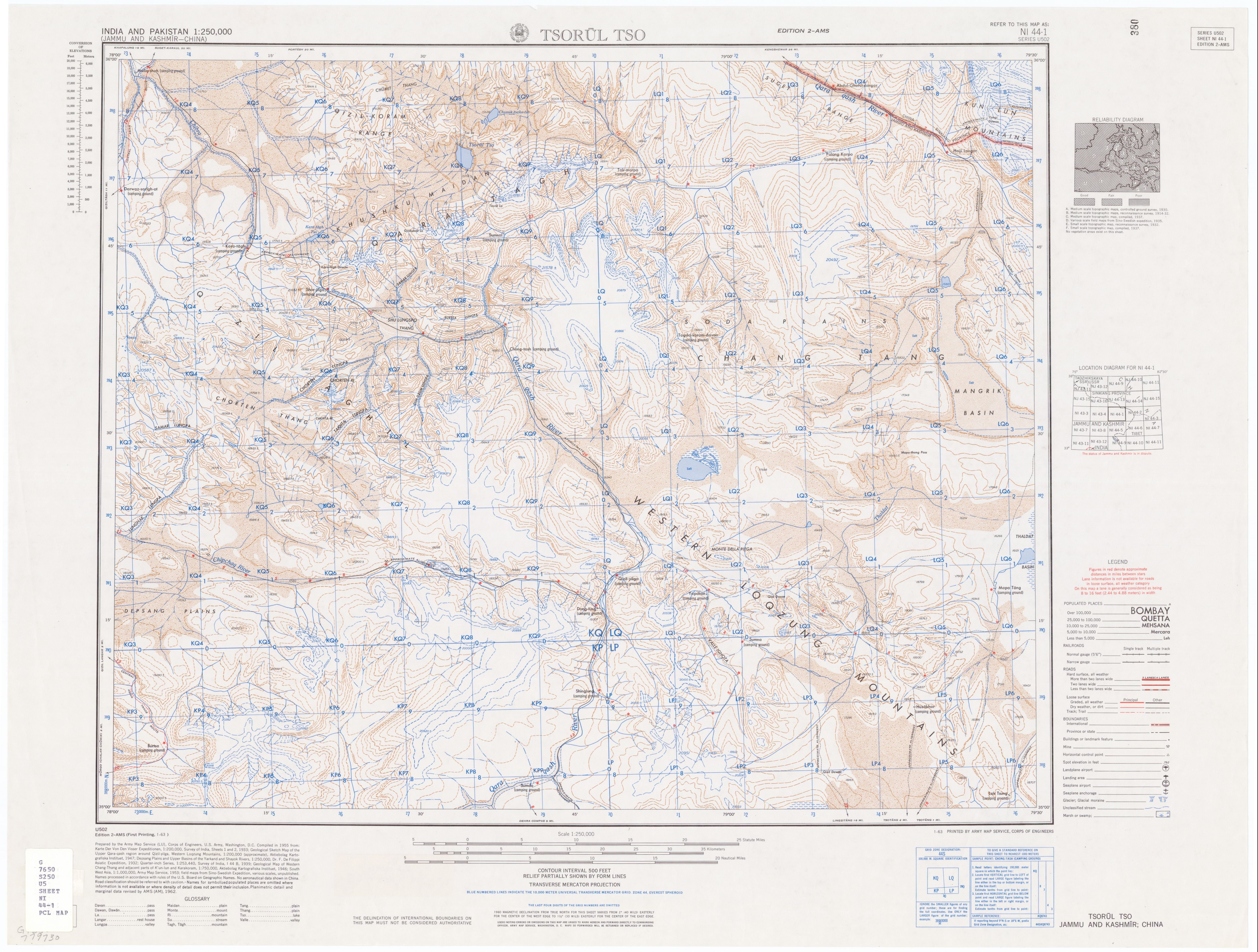
喀拉喀什河上游地区的地圖（AMS, 1955年），滚石河位于图中右上角。

滚石河，位于中华人民共和国新疆维吾尔自治区和田县南部昆仑山地区的一条河流，是喀拉喀什河右岸支流，发源于昆仑山脉中段西南坡，自东南向西北流，自三岔河口起，沿岸有新藏公路伴行
，最后汇入喀拉喀什河。河长39千米，流域面积672平方千米，年均径流量约0.51亿立方米。